# Jorma Hynninen
Jorma Kalervo Hynninen (né à Leppävirta, le 3 avril 1941) est un baryton finlandais régulièrement à l'affiche des plus importantes troupes d'opéras.

## Biographie
Sa fille, Laura Hynninen, est la harpiste solo de l'orchestre symphonique de la radio finlandaise et son autre fille Ursula Hynninen est chantre.
Le chanteur d'opéra Marko Salo (fi) était son fils.

## Carrière
Hynninen étudie de 1966 à 1970 à l'Académie Sibelius d'Helsinki et prend aussi des leçons de Luigi Ricci à Rome et Kurt Overhoff à Salzbourg. 
En 1969, il remporte le premier prix du concours pour voix soliste de Lappeenranta et fait sa première apparition sur scène dans le rôle de Silvio du Pagliacci de Leoncavallo à l'Opéra national de Finlande.
Hynninen chante son premier récital public en 1970 à Helsinki la même année qu'avec l'Opéra national de Finlande, dont il devient membre permanent jusqu'en 1990. 
En 1971, il obtient le premier prix du concours des chanteurs scandinaves d'Helsinki et en 1996 gagne le prix classique à Cannes (MIDEM).
Sur la scène de l'opéra, ses plus importants rôles comprennent le comte Almaviva des Nozze di Figaro de Mozart, Eugene Onegine de Tchaikovski, et Pelléas dans le Pelléas et Mélisande de  Debussy, dans lequel il a fait ses débuts parisiens à l'Opéra. 
Il chante fréquemment à Opéra de Hambourg.
Hynninen donne son premier concert au Carnegie Hall de New York en 1980 et incarne Rodrigo dans Don Carlos au Metropolitan Opera en 1984 et en 1987, toujours au Met, il est salué comme un « Wolfram parfait » dans Tannhäuser. 
Sa carrière internationale comprend les plus grands opéras, notamment à Vienne, Milan et Munich, mais aussi Hambourg, Barcelone, Genève et Berlin.
Hynninen a également été directeur artistique pour l'Opéra national de Finlande de 1984 à 1990 et plus tard pour le Festival d'opéra de Savonlinna en Finlande. 
Depuis 1996, il est professeur de chant à l'Académie Sibelius d'Helsinki. 
En outre, entre 1980 et 1991, il a été directeur artistique du festival de chant de Joensuu (fi).
Hynninen alterne entre sa carrière opératique et de régulières apparitions en tant que soliste sous la direction des plus grands chefs d'orchestre, tels Seiji Ozawa, Kurt Masur et Esa-Pekka Salonen. 
Il donne aussi des récitals dans les grandes villes d'Europe et d'Amérique du Nord.
Hynninen soutient aussi la musique de son pays natal. 
Lors de sa création il a interprété le rôle-titre d'Aleksis Kivi d'Einojuhani Rautavaara au festival d'opéra de Savonlinna. Il a participé à la création mondiale de la trilogie d'opéras Aika ja uni (L'âge des rêves) composés par trois finlandais : Herman Rechberger (° 1947), Olli Kortekangas (° 1955) et Kalevi Aho (° 1949) présenté sur la scène du château d'Olavinlinna le 15 juillet 2000. Il a également chanté la création de Kuningas Lear de Aulis Sallinen en 2000 à Gloucester.

## Discographie sélective
La discographie d'Hynninen comprend plus de cent titres.
Il a enregistré avec l'Opéra national de Finlande le répertoire international, des lieder et de la musique sacrée.
- Brahms, Ein Deutsches Requiem, avec Klaus Tennstedt (EMI Classics)
- Dallapiccola, Il prigioniero (Le prisonnier), avec Esa-Pekka Salonen et l'orchestre symphonique de la radio suédoise (Sony)
- Mozart, Le nozze di Figaro, avec Riccardo Muti (EMI Classics)
- Beethoven / Mozart / Wagner / Moussorgski, Scènes d'opéras (Naxos)
- Musique contemporaine finlandaise (Naxos)
- Musique vocale finlandaise (Naxos)
- Nummi, 5 cycles de mélodies BIS-(Naxos)
- Sallinen, Musique de chambre (Naxos)
- Schubert, Winterreise, op. 89, (Naxos)
- Sibelius, The Essential (Naxos)
- Sibelius, Kullervo, op. 7 (Naxos)
- Sibelius, The Maiden in the Tower et Karelia (Naxos)
- Sibelius, Mélodies avec orchestre (Naxos)
- Sibelius: Kullervo, Op. 7, avec Paavo Berglund (EMI Classics)
- Sibelius, Sibelius Edition, Vol. 3 – Voix et orchestre (Naxos)
- Rautavaara, Vincent, avec Fuat Mansurov (en) et le chœur et orchestre de l'Opéra national de Finlande (Ondine)
- Sallinen, Kullervo, avec Ulf Söderblom et le chœur et orchestre de l'Opéra national de Finlande (Ondine)
- Sallinen, The Red Line[7], avec Okko Kamu et le chœur et orchestre de l'Opéra national de Finlande.
- Sibelius, Kullervo, avec Esa-Pekka Salonen et l'Orchestre philharmonique de Los Angeles (Sony)

## Prix et reconnaissance
- Prix Vantaa , 1982
- Médaille Pro Finlandia, 1984
- Médaille Pro Leppävirta , 1989
- Cannes Classical Awards, 1996
- Ordre de l'Étoile blanche d'Estonie de 3e classe, 2001
- Prix Finlande, 2002
- Prix Lea Piltti , 2004
- Médaille de la société Sibelius , 2007
- Croix de Mikael Agricola, 2010
- Prix Alfred Kordelin , 2010
- Valtioneuvosto 200 -juhlamitali, 2011